# Laguna de Fúquene
Laguna de Fúquene är en sjö i Colombia.   Den ligger i departementet Cundinamarca, i den centrala delen av landet, 100 km norr om huvudstaden Bogotá. Laguna de Fúquene ligger 2 538 meter över havet. I omgivningarna runt Laguna de Fúquene växer i huvudsak städsegrön lövskog.